# Marek & Wacek

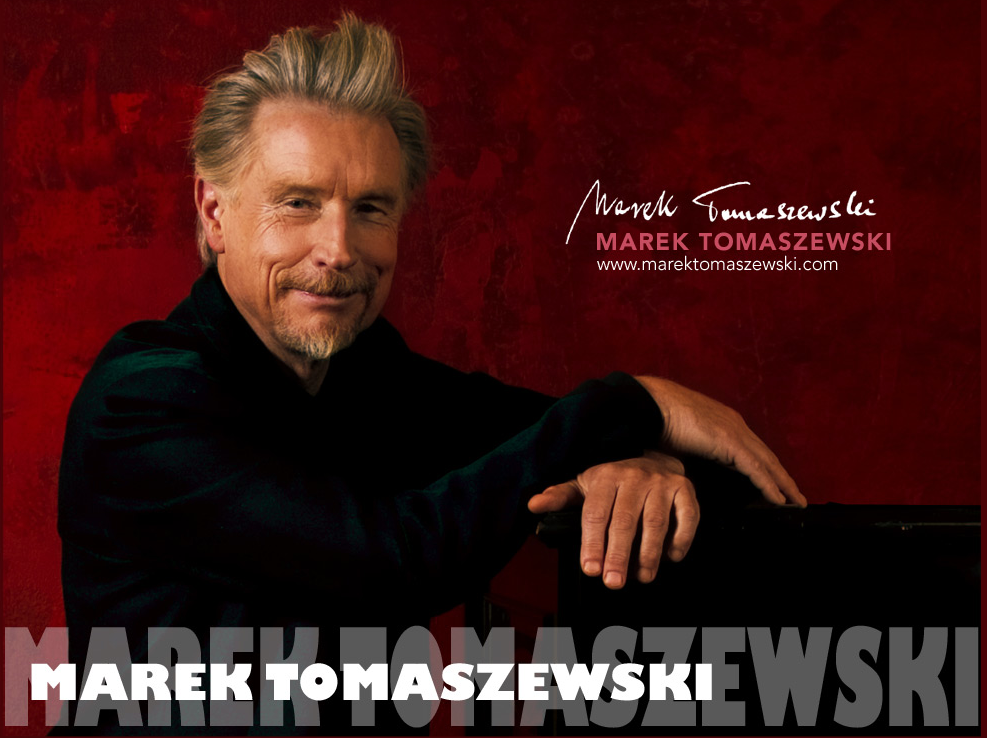
Tomaszewski

A Marek & Wacek egy lengyel zongoraduó volt. Két tagja: Wacław Kisielewski (1943-1986) és Marek Tomaszewski (1943). 1960-ban kezdtek együtt muzsikálni. Az első nagyközönség előtti nyilvános fellépésük 1963-ban egy tévéműsorban volt.
Az együttes fénykorában több országban is népszerűvé vált. Fellépéseiken, lemezeiken főleg komolyzenei darabok átirataival arattak sikert.
A duo Kisielewski halálával szűnt meg.

## Diszkográfia
| Év   | Cím                       | Kiadó           |
| ---- | ------------------------- | --------------- |
| 1966 | Favorite Melodies         | Pronit          |
| 1967 | Ballades pour deux pianos | BARCLAY         |
| 1968 | Piano Firework            | Polydor         |
| 1969 | Classicai & Pop Pianos    | Polydor         |
| 1970 | Star Gala                 | Polydor         |
| 1971 | Piano in Gold             | Polydor         |
| 1972 | Concert Hits              | EMI - Electrola |
| 1973 | Concerts Hits 2           | EMI - Electrola |
| 1976 | Spectrum                  | EMI - Electrola |
| 1977 | Wiener Walzer             | EMI - Electrola |
| 1978 | Das Programm              | Polydor         |
| 1979 | Mondscheinsonate          | Polydor         |
| 1979 | Marek & Vacek live        | Polydor         |
| 1983 | Romantische Flügel        | Polydor         |
| 1984 | Marek & Vacek ’84         | Intercord       |
| 1984 | Marek & Vacek Welterfolge | Intercord       |
| 1985 | Die Marek & Vacek Sstory  | Prisma          |
| 1986 | The Last Concert          | Pronit          |